# Moses Costa
Moses Montu Costa (Toomilla, 17 novembre 1950 – Dacca, 13 luglio 2020) è stato un arcivescovo cattolico bangladese.

## Biografia
Moses Montu Costa nacque a Toomilla il 17 novembre 1950 ed era il minore di dieci figli.

### Formazione e ministero sacerdotale
Nel 1963 entrò nel seminario minore "Little Flower" di Bandura. Nel 1969 superò l'immatricolazione nella prima classe di scienze umane dall'Holy Cross High School a Bandura. Nel 1971 entrò nella Congregazione di Santa Croce. Nel 1983 conseguì la laurea triennale presso il Notre Dame College di Dacca.
Il 20 gennaio 1981 fu ordinato diacono. Il 5 febbraio dello stesso anno fu ordinato presbitero a Toomilla da monsignor Michael Rozario. In seguito fu vicario parrocchiale nelle parrocchie di Srimangal e Dharmapalli dal 1981 al 1984. Nel 1984 fu inviato a Roma per studi. Nel 1986 conseguì la licenza in teologia pastorale e spiritualità presso la Pontificia università "San Tommaso d'Aquino" e nel 1989 un diploma in consulenza presso la Pontificia Università Gregoriana. Tornato in patria fu docente di psicologia e teologia pastorale presso il seminario maggiore nazionale di Dacca, direttore del seminario e dello scolasticato della sua Congregazione, rettore del seminario maggiore nazionale di Dacca e membro del consiglio generale della Congregazione di Santa Croce.

### Ministero episcopale
Il 5 luglio 1996 papa Giovanni Paolo II lo nominò vescovo di Dinajpur. Ricevette l'ordinazione episcopale il 6 settembre dall'arcivescovo Adriano Bernardini, nunzio apostolico in Bangladesh, co-consacranti l'arcivescovo metropolita di Dacca Michael Rozario e il vescovo ausiliare della stessa arcidiocesi Theotonius Gomes.
Nel giugno del 2008 compì la visita ad limina.
Il 6 aprile 2011 papa Benedetto XVI lo nominò vescovo di Chittagong. Prese possesso della diocesi il 27 maggio successivo.
Accogliendo la richiesta della Conferenza episcopale del Bangladesh, il 2 febbraio 2017 papa Francesco costituì la seconda provincia ecclesiastica bengalese, che comportò l'elevazione della diocesi di Chittagong ad arcidiocesi e la contestuale nomina del suo ordinario diocesano ad arcivescovo. Il 29 giugno successivo ricevette dal papa il pallio. L'8 settembre il nunzio apostolico George Kocherry glielo impose nel corso di una celebrazione eucaristica.
Fu tra gli organizzatori del viaggio apostolico che papa Francesco compì in Bangladesh dal 30 novembre al 2 dicembre 2017. In particolare curò l'incontro fra il pontefice e i profughi Rohingya. Attraverso Caritas Bangladesh monsignor Costa giocò un ruolo importantissimo nel lavoro di assistenza ai profughi.
Svolse il suo servizio apostolico anche nella commissione episcopale per la gioventù e si spese molto per la crescita umana e spirituale dei giovani, accompagnandoli nel loro cammino di maturazione.
Nel maggio del 2018 compì una seconda visita ad limina.
Il 28 dicembre 2018, immutato il nome latino, l'arcidiocesi assunse la denominazione con l'attuale grafia di Chattogram.
Fu segretario generale della Conferenza dei vescovi cattolici del Bangladesh dal luglio 2007 alla morte e in seno alla stessa fu anche presidente della commissione per la sanità.
Il 13 giugno 2020 fu ricoverato in ospedale per problemi respiratori. Il giorno successivo fu riscontrata la positività al nuovo coronavirus SARS-CoV-2. Il 22 giugno superò l'infezione e l'8 luglio fu dimesso. Il giorno successivo fu colpito da ictus e venne ricoverato nel reparto di terapia intensiva dello Square Hospital di Dacca. Morì alle 9:20 del 13 luglio all'età di 69 anni dopo aver subito due emorragie cerebrali. Le esequie si tennero il giorno successivo nella chiesa parrocchiale di Tejgaon e furono presiedute da monsignor Paul Ponen Kubi, vescovo di Mymensingh. Al termine del rito fu sepolto nel cimitero della cattedrale di Nostra Signora del Santo Rosario a Chittagong.

## Genealogia episcopale
La genealogia episcopale è:
- Cardinale Scipione Rebiba
- Cardinale Giulio Antonio Santori
- Cardinale Girolamo Bernerio, O.P.
- Arcivescovo Galeazzo Sanvitale
- Cardinale Ludovico Ludovisi
- Cardinale Luigi Caetani
- Cardinale Ulderico Carpegna
- Cardinale Paluzzo Paluzzi Altieri degli Albertoni
- Papa Benedetto XIII
- Papa Benedetto XIV
- Papa Clemente XIII
- Cardinale Marcantonio Colonna
- Cardinale Giacinto Sigismondo Gerdil, B.
- Cardinale Giulio Maria della Somaglia
- Cardinale Carlo Odescalchi, S.I.
- Vescovo Eugène de Mazenod, O.M.I.
- Cardinale Joseph Hippolyte Guibert, O.M.I.
- Cardinale François-Marie-Benjamin Richard de la Vergne
- Cardinale Pietro Gasparri
- Cardinale Clemente Micara
- Cardinale Antonio Samorè
- Cardinale Angelo Sodano
- Arcivescovo Adriano Bernardini
- Arcivescovo Moses Costa, C.S.C.